# 17185 Mcdavid
17185 Mcdavid (1999 VU23) là một tiểu hành tinh vành đai chính được phát hiện ngày 14 tháng 11 năm 1999 bởi C. W. Juels ở Fountain Hills.